# Kultur Deutschlands

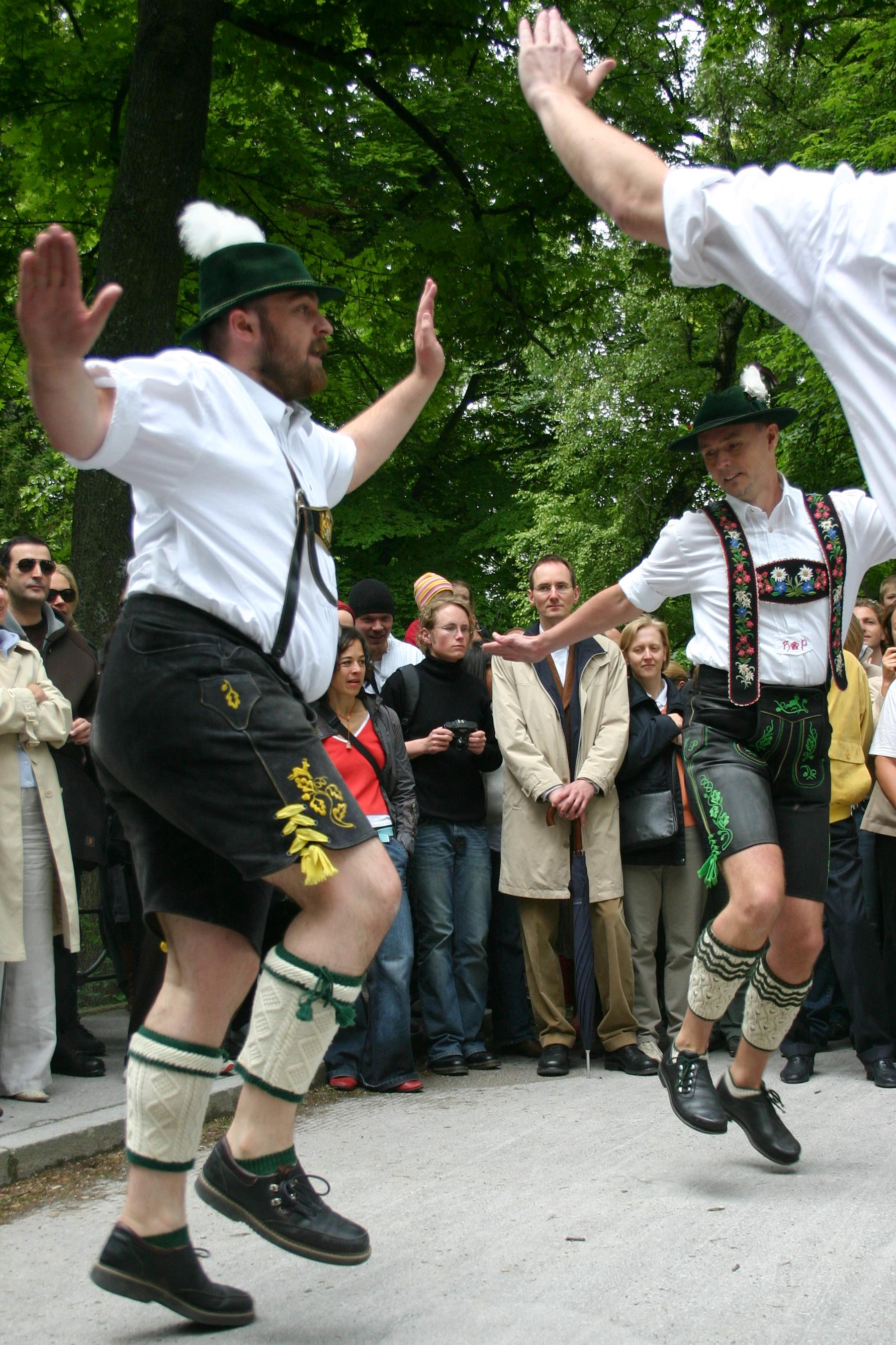
Schuhplattler-Tänzer aus dem deutschsprachigen Alpenraum. Die „typisch deutsche Kultur“ wird international unter anderem an bayerischer Tracht erkannt, ist aber weitaus vielfältiger.

Die Kultur Deutschlands wurde von großen intellektuellen und populären Strömungen in Europa geprägt, deren Ursprünge bis in die Zeit der Kelten, Germanen und Römer zurückreichen. Im internationalen Kontext gilt Deutschland als Das Land der Dichter und Denker.
Die deutsche Kultur hat seit dem Mittelalter eine Vielzahl von stil- und epochenprägenden Persönlichkeiten hervorgebracht. In den verschiedensten Disziplinen wurden deutschsprachige Kulturschaffende Wegbereiter neuer geistiger Strömungen und Entwicklungen. Einige deutsche Künstler zählen zu den Protagonisten der Zivilisationsgeschichte.
Über Jahrhunderte hat sich die deutsche Kultur über verschiedene Werte wie die deutsche Sprache, gemeinsame Traditionen und Bräuche sowie historische Leistungen definiert. Sie hat außerdem einen bedeutenden Einfluss auf die Kulturen Luxemburgs, der Schweiz, Österreichs, Liechtensteins und Südtirols, welche zum deutschen Sprach- und Kulturraum gehören.
Über die neuen Reichsgrenzen hinaus haben dem Land um 1900 viele das Charakteristikum einer deutschen Kulturnation zugeschrieben.
Durch die Verbreitung von Massenmedien im 20. Jahrhundert hat die Populärkultur in der deutschen Gesellschaft einen hohen Stellenwert erhalten. Die Verbreitung des Internets im 21. Jahrhundert hat zu einer Differenzierung der Kulturlandschaft geführt und die Nischen- und Szenekulturen in ihren Ausprägungen verändert.

## Literatur und Philosophie

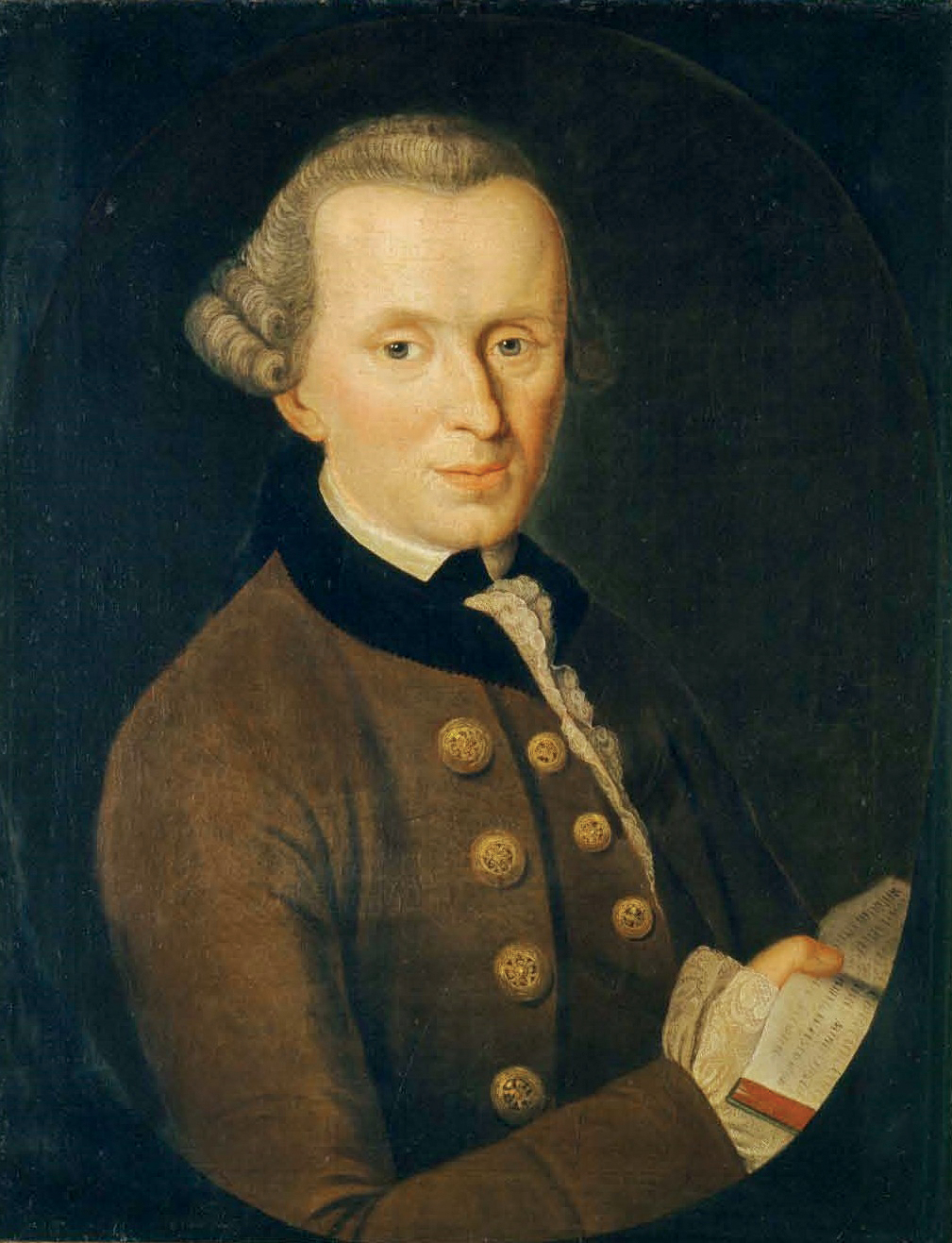
Immanuel Kant, Philosoph

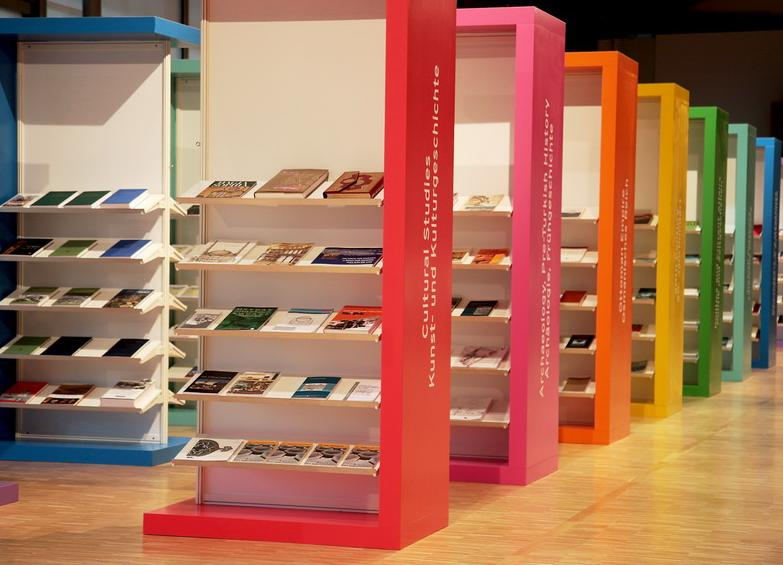
Die Frankfurter Buchmesse

## Film

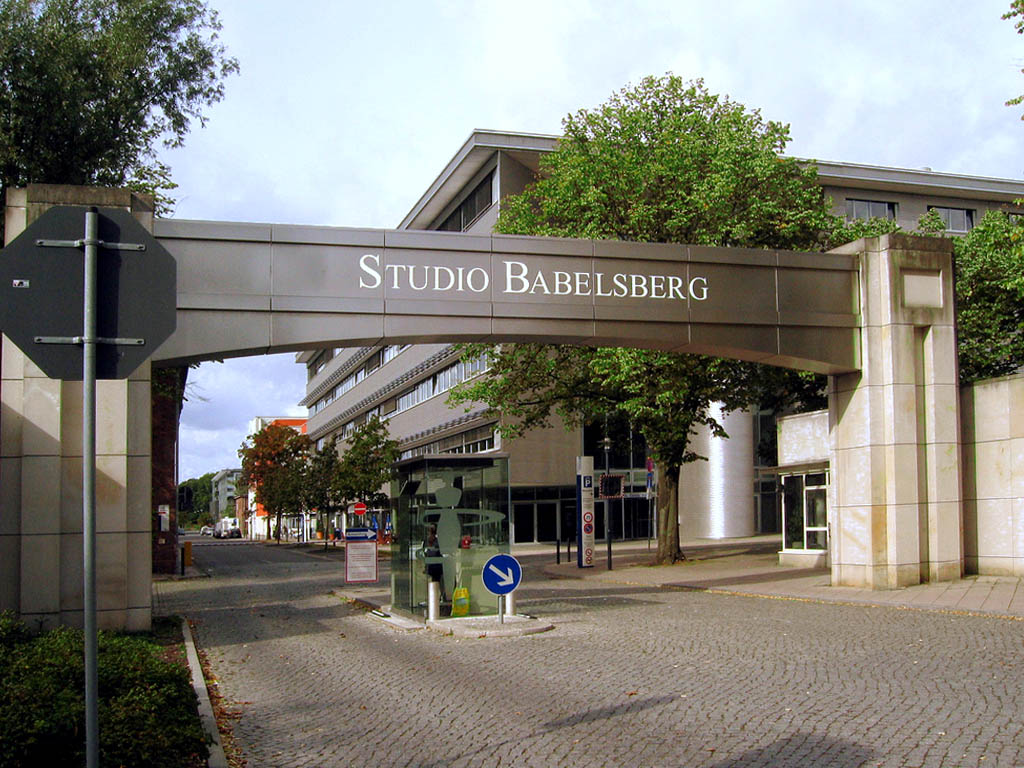
Das Filmstudio Babelsberg in Potsdam wurde 1912 gegründet und gilt heute als renommiertes Filmatelier in Europa.

## Architektur

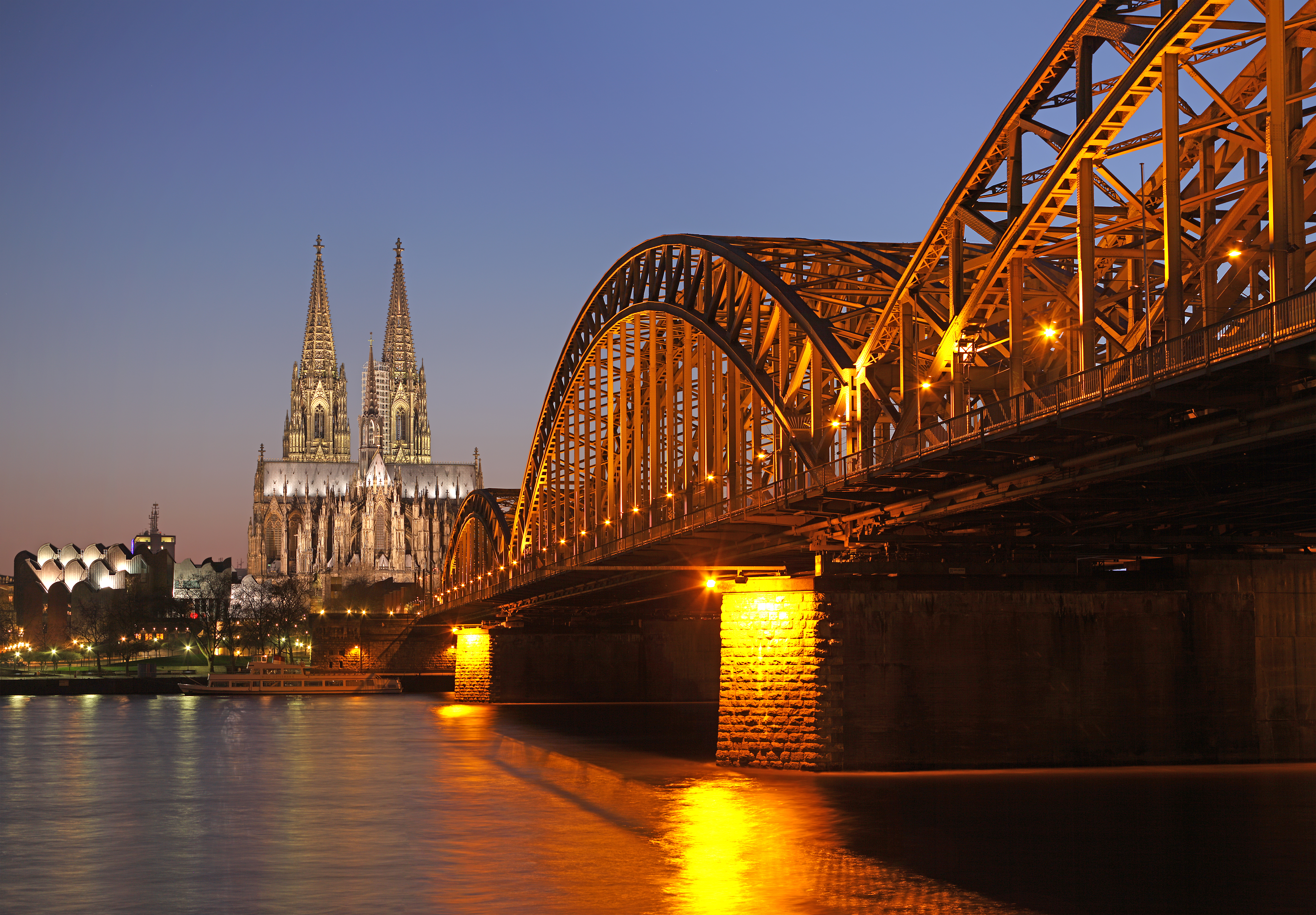
Der Kölner Dom und die Hohenzollernbrücke

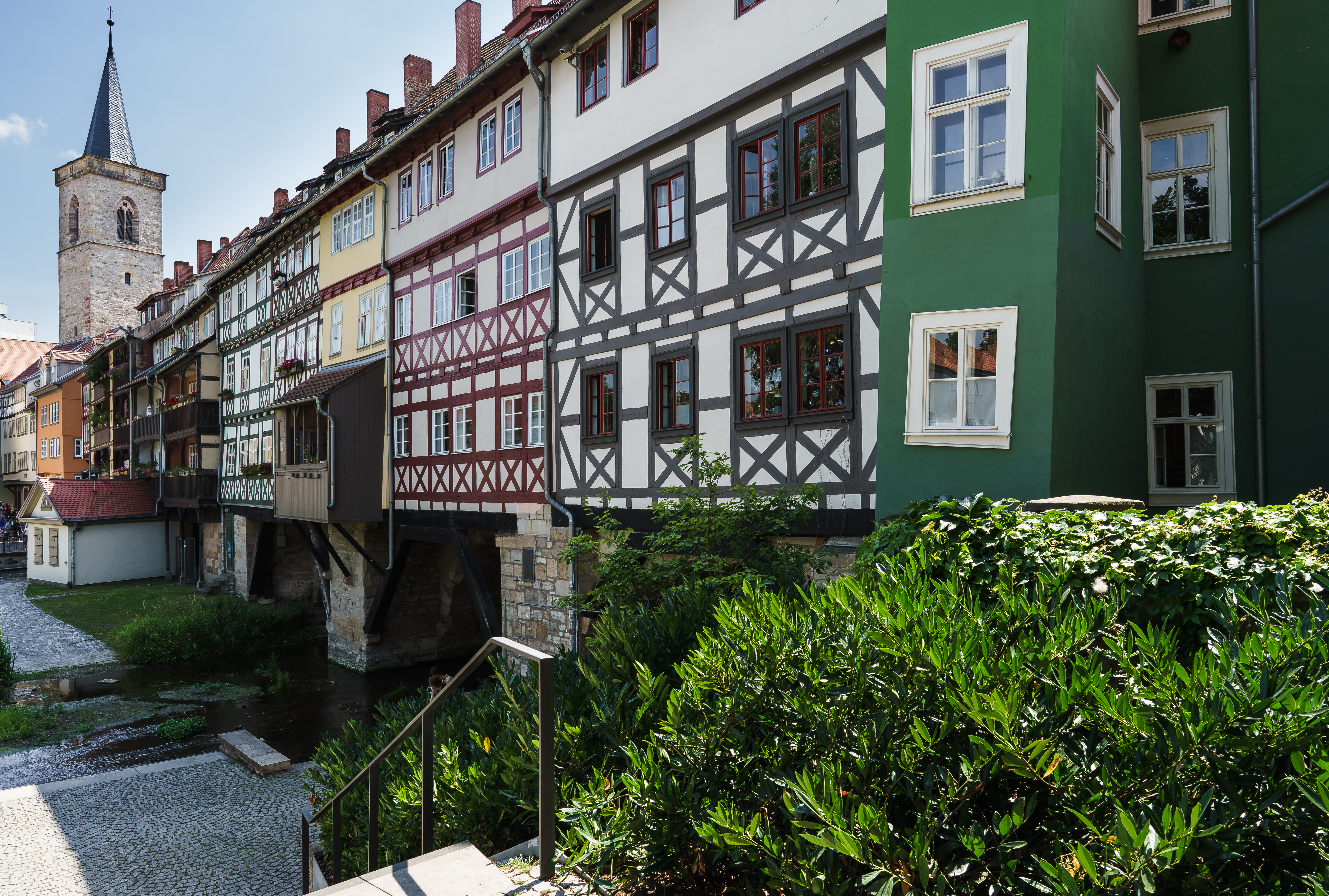
Krämerbrücke in Erfurt, geschlossene Brückenbebauung mit Fachwerkhäusern

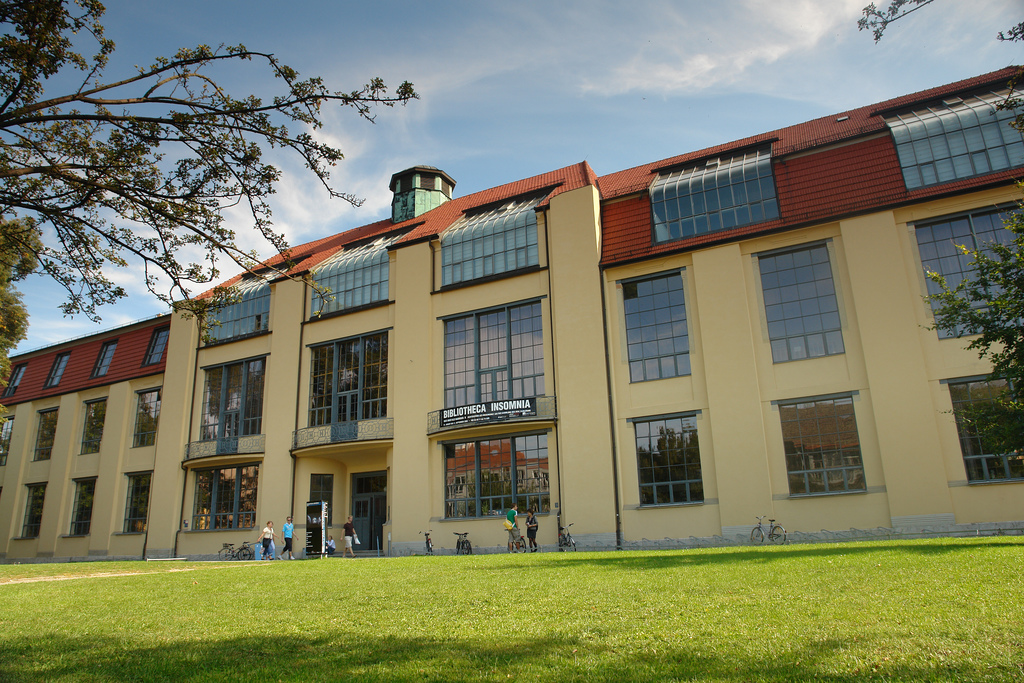
Bauhaus-Kunstschule in Weimar von 1911, Begründungsort des Modernismus

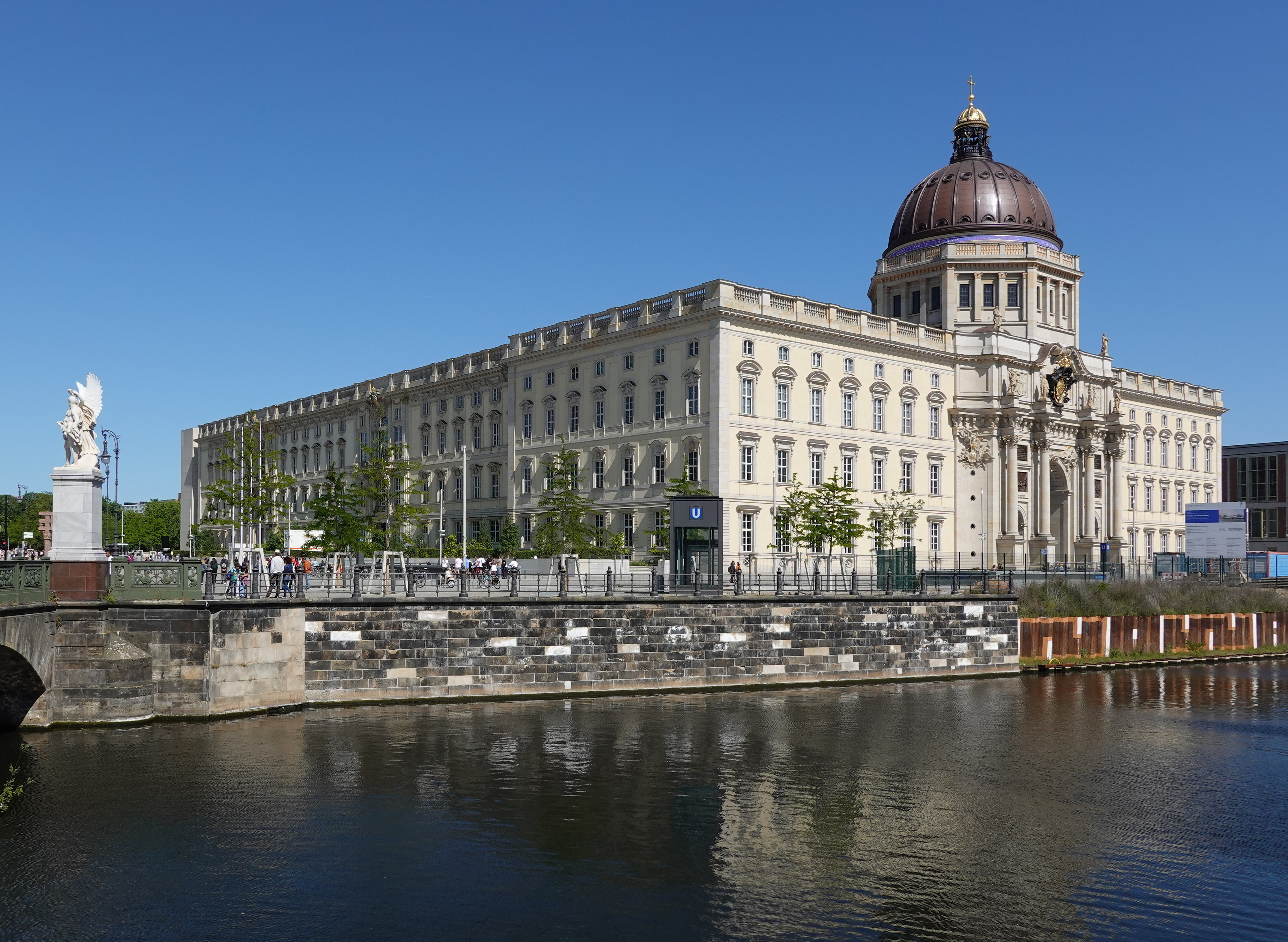
Berliner Stadtschloss

## Kultur- und Baudenkmäler

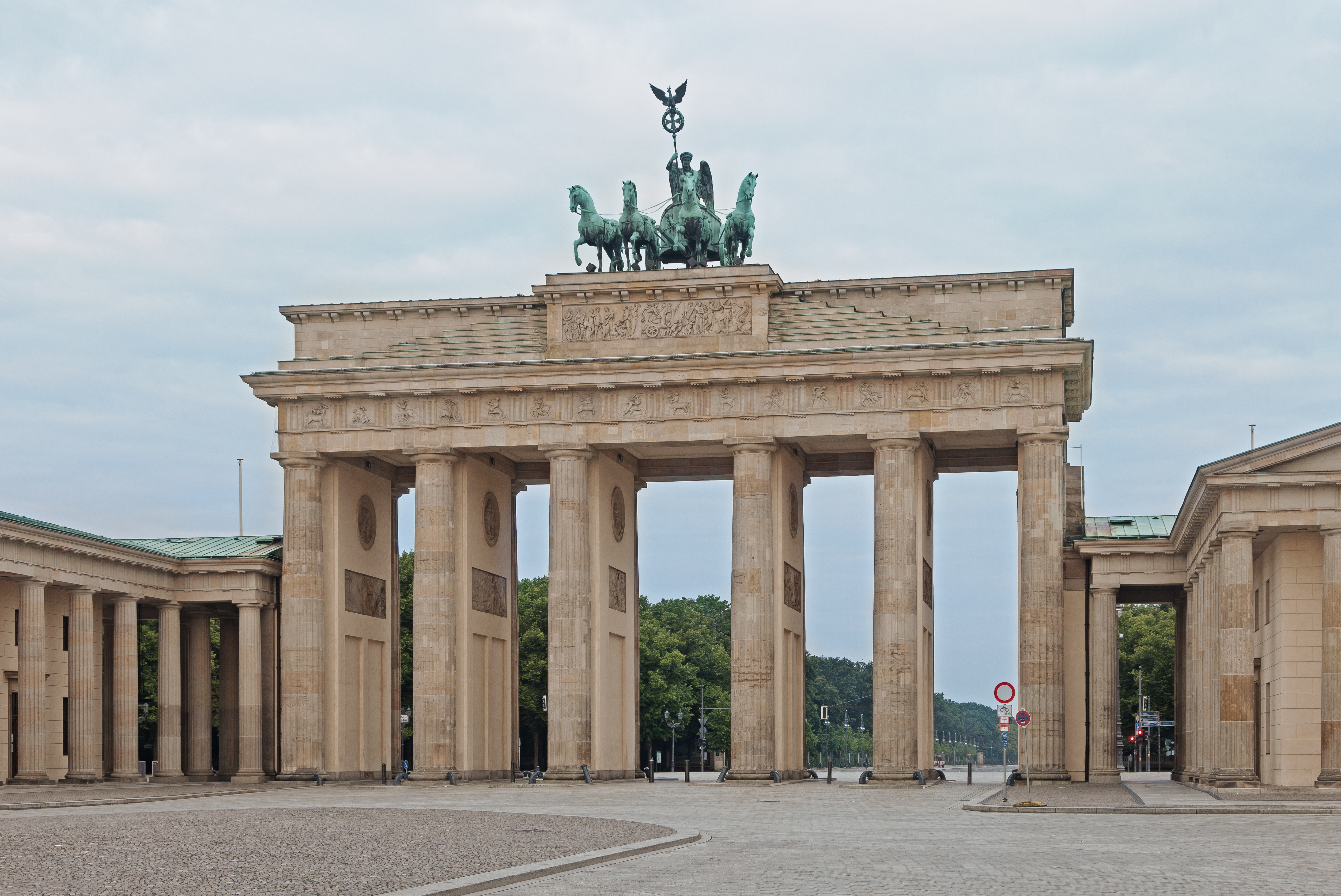
Das Brandenburger Tor in Berlin